# Coventry City Football Club 2017-2018
Questa voce raccoglie le informazioni riguardanti il Coventry City Football Club nelle competizioni ufficiali della stagione 2017-2018.

## Organico

### Rosa
Dati aggiornati al 28 febbraio 2018
| N. |                        | Ruolo | Calciatore           |
| -- | ---------------------- | ----- | -------------------- |
| 1  | Inghilterra (bandiera) | P     | Lee Burge            |
| 2  | Scozia (bandiera)      | D     | Jack Grimmer         |
| 3  | Inghilterra (bandiera) | D     | Chris Stokes         |
| 4  | Inghilterra (bandiera) | D     | Jordan Willis        |
| 5  | Inghilterra (bandiera) | D     | Rod McDonald         |
| 6  | Scozia (bandiera)      | C     | Liam Kelly           |
| 7  | Jersey (bandiera)      | C     | Peter Vincenti       |
| 8  | Irlanda (bandiera)     | C     | Michael Doyle        |
| 9  | Francia (bandiera)     | A     | Maxime Biamou        |
| 10 | Scozia (bandiera)      | C     | Marc McNulty         |
| 11 | Inghilterra (bandiera) | C     | Jodi Jones           |
| 12 | Inghilterra (bandiera) | D     | Tom Davies           |
| 13 | Inghilterra (bandiera) | P     | Liam O'Brien         |
| 15 | Scozia (bandiera)      | D     | Dominic Hyam         |
| 16 | Inghilterra (bandiera) | A     | Stuart Beavon        |
| 17 | Inghilterra (bandiera) | C     | Jordan Maguire-Drew  |
| 18 | Inghilterra (bandiera) | A     | Jonson Clarke-Harris |

| N. |                        | Ruolo | Calciatore        |
| -- | ---------------------- | ----- | ----------------- |
| 19 | Francia (bandiera)     | C     | Tony Andreu       |
| 20 | Inghilterra (bandiera) | D     | Dion Kelly-Evans  |
| 22 | Inghilterra (bandiera) | C     | Devon Kelly-Evans |
| 24 | Inghilterra (bandiera) | D     | Ryan Haynes       |
| 26 | Inghilterra (bandiera) | C     | Jordan Shipley    |
| 27 | Irlanda (bandiera)     | C     | Josh Barrett      |
| 28 | Inghilterra (bandiera) | C     | Callum Maycock    |
| 29 | Germania (bandiera)    | C     | Bilal Sayoud      |
| 30 | Inghilterra (bandiera) | C     | Tom Bayliss       |
| 32 | Inghilterra (bandiera) | C     | Kyel Reid         |
| 33 | Inghilterra (bandiera) | P     | Corey Addai       |
| 34 | Inghilterra (bandiera) | D     | Chris Camwell     |
| 35 | Inghilterra (bandiera) | C     | Kyle Finn         |
| 36 | Irlanda (bandiera)     | D     | Reece Ford        |
| 37 | Inghilterra (bandiera) | A     | Jak Hickman       |
| 38 | Inghilterra (bandiera) | A     | Jordan Ponticelli |
| 39 | Inghilterra (bandiera) | D     | Jordon Thompson   |